# Paradoja de Lucas
En economía, la paradoja de Lucas o el rompecabezas de Lucas es la observación de que el capital no fluye de países desarrollados a países en desarrollo a pesar del hecho de que los países en desarrollo tienen niveles de capital por trabajador más bajos.
La teoría económica clásica predice que el capital debe fluir de los países ricos a los países pobres, debido al efecto de la ley de los rendimientos decrecientes de capital. Los países pobres tienen niveles más bajos de capital por trabajador – lo que explica, en parte, por qué son pobres. En estos países, la escasez de capital relativo al trabajo debería significar que las ganancias relacionadas con la infusión de capital son más altas que en países desarrollados. En respuesta a esto, los ahorradores de los países ricos deberían ver a los países pobres como lugares rentables para invertir. En la realidad, las cosas no parecen funcionar así. Sorprendentemente, fluye poco capital de países ricos a países pobres. Este rompecabezas, discutido en un famoso escrito de Robert Lucas en 1990, es llamado la «paradoja de Lucas». 
La explicación teórica a la paradoja de Lucas puede ser agrupada en dos categorías.
1. El primer grupo atribuye la cantidad limitada de capital recibida por naciones pobres a las diferencias que afectan la estructura de producción de la economía, como las diferencias tecnológicas, factores de producción faltantes, políticas gubernamentales y la estructura institucional.
2. El segundo grupo de explicaciones se enfoca en las imperfecciones del mercado de capitales internacional, principalmente el riesgo de nacionalización y la información asimétrica. Aunque el retorno esperado sobre la inversión puede ser alto en muchos países en desarrollo, no fluye ahí por el alto nivel de incertidumbre asociado con esos ingresos.

## Ejemplos de la paradoja de Lucas: desarrollo de naciones del tercer mundo en elsigloXX
El papel fundamental de Lucas fue una reacción a las tendencias observadas en los esfuerzos internacionales de desarrollo durante el siglo XX. Las regiones caracterizadas por su pobreza, como la región sur de Asia y África, han recibido una atención particular con respecto a la falta de inversión predicha por Lucas. Las naciones africanas, con su población empobrecida y vastos recursos naturales, son ejemplos de tipos de naciones que podrían ofrecer retornos de capital extremadamente altos. El poco capital extranjero que reciben las naciones africanas muestra las predicciones de Lucas en los flujos globales de capital actuales.
Recientemente, los autores han centrado sus explicaciones a la paradoja de Lucas en la diferencia fundamental de la estructura de producción. Algunos han señalado a la calidad de las instituciones como la llave determinante de los flujos que entran a naciones pobres. Como evidencia al rol central que tiene la estabilidad institucional, se ha mostrado que la cantidad de inversión directa extranjera que recibe un país está estrechamente relacionada con la fortaleza de su infraestructura y la estabilidad del gobierno en ese país.

## Contraejemplo de la paradoja de Lucas: el desarrollo económico de América
Aunque la hipótesis original de Lucas ha sido ampliamente aceptada como una descripción del periodo de historia moderna, la paradoja no emerge antes del siglo XX. La era colonial, por ejemplo, se caracterizó como una era de flujos de capital libres. El sistema del imperialismo produjo condiciones económicas particularmente susceptibles al movimiento de capital de acuerdo con los supuestos de la economía clásica. Por ejemplo, Gran Bretaña fue capaz de diseñar, imponer y controlar la calidad de las instituciones en sus colonias para capitalizar los altos retornos de capital en el nuevo mundo.
Jeffrey Williamson ha explorado en profundidad esta inversión de la Paradoja de Lucas en el contexto colonial. Aunque no enfatizado por Lucas mismo, Williamson mantiene que la migración libre de trabajadores es una forma en las que se mueve el capital hacia los ciudadanos de los países desarrollados. La estructura imperial era especialmente importante para facilitar la migración internacional de bajo costo, lo que permitió que las tasas salariales convergieran por las regiones del Imperio Británico. En los siglos XVII y XVIII, Inglaterra incentivó a sus ciudadanos a moverse a la América de mano de obra escasa, endosando un sistema de servidumbre por contrato para hacer la migración al extranjero asequible. 
Mientras que Gran Bretaña permitía el libre flujo de capital del viejo al nuevo mundo, el éxito de la empresa americana después de la Independencia de Estados Unidos es un buen ejemplo del rol institucional y legal al facilitar un flujo de capital continuo. El compromiso de la Constitución de los Estados Unidos acerca de los derechos de propiedad y libertad personal, junto con una fuerte ley de contratos, permitieron que siguiera la inversión de Gran Bretaña en América, aun sin los incentivos de la relación colonial. El desarrollo económico temprano de América provee un caso de estudio para las condiciones en las que es invertida la Paradoja de Lucas. Aun después de que el ingreso promedio en América excedió el de Gran Bretaña, las instituciones exportadas bajo el marco legal impuesto después de la independencia, permitieron flujos de capital de largo plazo de Europa a América.